# Neue Secession

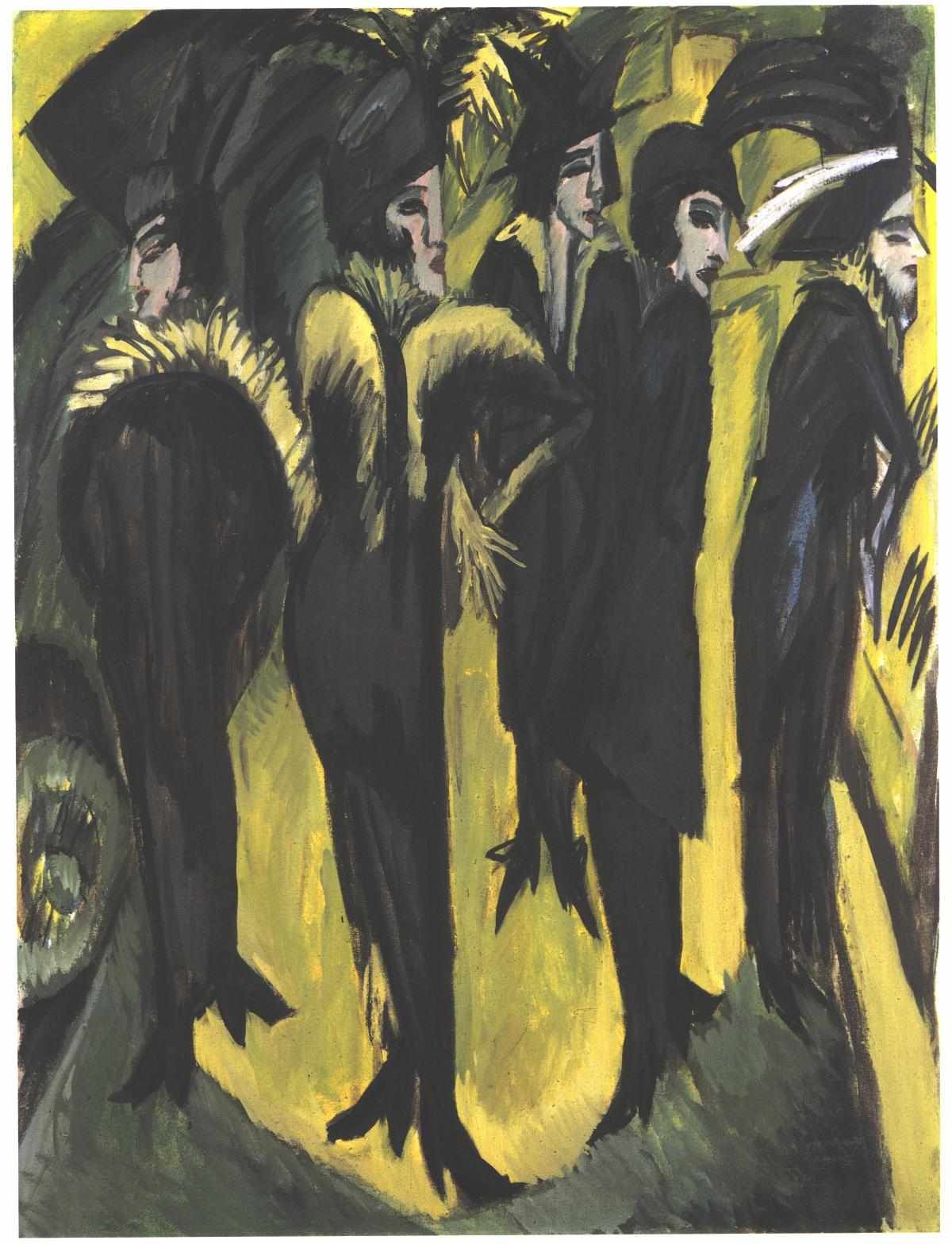
Ernst Ludwig Kirchner: Fünf Frauen auf der Straße, 1913

Neue Secession (sv: Nya secessionen/utbrytningen) var en sammanslutning av expressionistiska konstnärer som organiserade gemensamma utställningar i Berlin 1910–1914.
Neue Secession bildades efter att 27 medlemmar i Berliner Secession år 1910 refuserats av juryn inför en av secessionens utställningar. Gemensamt för de refuserade var att de representerade en ny, och som det senare kom att kallas, expressionistisk stil, som ledningen för Berliner Secession inte kunde förlika sig med. I centrum för utbrytargruppen var bland andra Georg Tappert och Max Pechstein. Även om deras första utställning beskrevs visa verk av Zurückgewiesene der Secession Berlin 1910 (avvisade av Berlinsecessionen 1910), så tillkom också konstnärer som inte varit med i Berliner Secession.
Neue Secession bidrog till att introducera expressionismen i Tyskland. Förutom expressionister från Berlin, deltog medlemmar ur Brücke-gruppen, som till stor del bodde kvar i Dresden till 1911, och ur den blivande Der Blaue Reiter-gruppen, som var Münchenbaserad, och från andra håll i landet och Europa.
Den fjärde utställningen, som öppnade i mitten av november 1911, blev höjdpunkten för Neue Secession, som därefter började falla isär. Max Pechstein blev petad från organisationens ledning, varpå han hoppade av och följdes av de andra i Brücke-gruppen. Samtidigt skedde en splittring av Neue Künstlervereinigung München, vilket ledde till att Blaue Reiter-gruppen började med egna utställningar. Sista utställningen hölls 1914.

## Några kända konstnärer i Neue Secession
- Raoul Dufy
- Erich Heckel
- Vasilij Kandinskij
- Ernst Ludwig Kirchner
- Bohumil Kubišta
- Wilhelm Lehmbruck
- Franz Marc
- Wilhelm Morgner
- Otto Mueller
- Gabriele Münter
- Emil Nolde
- Max Pechstein
- Karl Schmidt-Rottluff
- Georg Tappert